# Marco van Ginkel
Marco van Ginkel (sinh ngày 1 tháng 12 năm 1992), là một cầu thủ bóng đá người Hà Lan đang thi đấu ở vị trí tiền vệ cho câu lạc bộ PSV tại Giải vô địch bóng đá Hà Lan và đội tuyển Hà Lan. Van Ginkel gia nhập học viện SBV Vitesse vào năm 1999 khi mới 7 tuổi. Năm 2010, Ginkel bắt đầu được tham gia thi đấu chuyên nghiệp.
Trong màu áo đội tuyển quốc gia, Ginkel từng là thành viên của đội U-19 và U-21 Hà Lan.

## Sự nghiệp câu lạc bộ

### Vitesse Arnhem
van Ginkel có trận ra mắt cho Vitesse vào ngày 9 tháng 4 năm 2010, anh vào sân thay cho Nicky Hofs vào phút 67 trong trận thua 4-1 của CLB trước RKC Waalwijk (khi đó anh mới 17 tuổi). Bàn thắng đầu tiên của anh khi chuyển lên thi đấu chuyên nghiệp diễn ra vào phút 43 khi anh gỡ hòa 2-2 trong trận thua 4-2 của Vitesse trước Ajax.
Ở Cúp KNVB vào ngày 19 tháng 12 năm 2012, van Ginkel ghi bàn thắng thứ hai của Vitesse trong chiến thắng 10-1 đáng nhớ. van Ginkel đã ghi một cú đúp và Wilfried Bony ghi được một hattrick giúp Vitesse thắng Heracles 5-3. Sau một mùa giải xuất sắc, van Ginkel ghi được 8 bàn thắng và Vitesse kết thúc mùa giải ở vị trí thứ 4, vị trí cao nhất của CLB kể từ năm 1998. van Ginkel nhận giải thưởng cầu thủ trẻ xuất sắc nhất năm của Hà Lan. Huấn luyện viên Peter Bosz đánh giá anh như là một Frank Lampard của Vitesse.

### Chelsea
Ngày 3 tháng 7 năm 2013, trang chủ Chelsea xác nhận đã đạt được thỏa thuận với Vitesse về việc chuyển nhượng van Ginkel. Cầu thủ người Hà Lan sẽ chính thức gia nhập Chelsea sau khi hoàn tất buổi kiểm tra y tế, điều khoản thỏa thuận cá nhân và hồ sơ pháp lý. Phí chuyển nhượng ước tính vào khoảng 8 triệu £. Hai ngày sau, Chelsea hoàn tất vụ chuyển nhượng với bản hợp đồng có thời hạn năm năm cùng van Ginkel.
Anh có trận đấu đầu tiên cho Chelsea trong trận đấu giao hữu trước mùa giải với Singha All-Stars tại Thái Lan. Ngày 18 tháng 8, anh ra sân lần đầu tiên tại Giải Ngoại hạng Anh khi vào thay cho Oscar ở phút 85 trận đấu với Hull City.

#### AC Milan
Ngày 1 tháng 9 năm 2014, câu lạc bộ Ý AC Milan thông báo đã mượn được Marko van Ginkel từ Chelsea cho đến hết mùa giải 2014–15. Anh có trận đầu tiên cho AC Milan vào ngày 23 tháng 9 gặp Empoli nhưng chỉ thi đấu được vỏn vẹn 34 phút trước khi phải rời sân vì chấn thương mắt cá chân.

#### Stoke City
Ngày 10 tháng 7 năm 2015, van Ginkel gia nhập Stoke City theo thỏa thuận cho mượn từ Chelsea cho đến hết mùa giải 2015-16. Van Ginkel có trận đấu đầu tiên cho Stoke vào ngày 9 tháng 8 trong trận thua Liverpool 1-0. Stoke City sau đó quyết định chấm dứt hợp đồng mượn van Ginkel trước thời hạn vào ngày 1 tháng 2 năm 2016 sau khi họ có được chữ ký của tiền vệ người Pháp Giannelli Imbula.

#### PSV Eindhoven
Điểm đến tiếp theo của van Ginkel sau khi bị Stoke chấm dứt hợp đồng là đội bóng Hà Kan PSV Eindhoven, theo thỏa thuận cho mượn đến cuối mùa giải 2015-16.

## Sự nghiệp quốc tế
Ngày 14 tháng 10 năm 2012, van Ginkel có trận ra mắt đội tuyển quốc gia trong trận giao hữu giữa Hà Lan và Đức tại Amsterdam Arena (trận đấu kết thúc với tỉ số hòa 0-0). Tháng 5 năm 2013, van Ginkel được gọi vào đội hình U-21 Hà Lan để tham dự giải đấu dành cho U-21 tại Israel.

## Thống kê sự nghiệp

### Câu lạc bộ
Tính đến ngày 6 tháng 5 năm 2018
| Câu lạc bộ          | Mùa giải            | Giải đấu            | Giải đấu      | Giải đấu     | Cúp quốc gia  | Cúp quốc gia | Cúp liên đoàn | Cúp liên đoàn | Châu Âu       | Châu Âu      | Tổng cộng     | Tổng cộng    |
| Câu lạc bộ          | Mùa giải            | Giải đấu            | Số lần ra sân | Số bàn thắng | Số lần ra sân | Số bàn thắng | Số lần ra sân | Số bàn thắng  | Số lần ra sân | Số bàn thắng | Số lần ra sân | Số bàn thắng |
| ------------------- | ------------------- | ------------------- | ------------- | ------------ | ------------- | ------------ | ------------- | ------------- | ------------- | ------------ | ------------- | ------------ |
| Vitesse             | 2009–10             | Eredivisie          | 4             | 0            | 0             | 0            | —             | —             | —             | —            | 4             | 0            |
| Vitesse             | 2010–11             | Eredivisie          | 26            | 5            | 2             | 0            | —             | —             | —             | —            | 28            | 5            |
| Vitesse             | 2011–12             | Eredivisie          | 30            | 5            | 4             | 1            | —             | —             | 4             | 0            | 38            | 6            |
| Vitesse             | 2012–13             | Eredivisie          | 33            | 8            | 4             | 1            | —             | —             | 4             | 3            | 41            | 12           |
| Vitesse             | Tổng cộng           | Tổng cộng           | 93            | 18           | 10            | 2            | —             | —             | 8             | 3            | 111           | 23           |
| Chelsea             | 2013–14             | Premier League      | 2             | 0            | 0             | 0            | 1             | 0             | 1             | 0            | 4             | 0            |
| Chelsea             | 2018–19             | Premier League      | 0             | 0            | 0             | 0            | 0             | 0             | 0             | 0            | 0             | 0            |
| Chelsea             | Tổng cộng           | Tổng cộng           | 2             | 0            | 0             | 0            | 1             | 0             | 1             | 0            | 4             | 0            |
| Milan (mượn)        | 2014–15             | Serie A             | 17            | 1            | 1             | 0            | —             | —             | 0             | 0            | 18            | 1            |
| Stoke City (mượn)   | 2015–16             | Premier League      | 17            | 0            | 2             | 0            | 2             | 0             | —             | —            | 21            | 0            |
| PSV (mượn)          | 2015–16             | Eredivisie          | 13            | 8            | 1             | 0            | —             | —             | 2             | 0            | 16            | 8            |
| PSV (mượn)          | 2016–17             | Eredivisie          | 15            | 7            | 0             | 0            | —             | —             | 0             | 0            | 15            | 7            |
| PSV (mượn)          | 2017–18             | Eredivisie          | 28            | 14           | 3             | 2            | —             | —             | 2             | 0            | 33            | 16           |
| PSV (mượn)          | Tổng cộng           | Tổng cộng           | 56            | 29           | 3             | 2            | —             | —             | 4             | 0            | 64            | 31           |
| Tổng cộng sự nghiệp | Tổng cộng sự nghiệp | Tổng cộng sự nghiệp | 185           | 48           | 17            | 4            | 3             | 0             | 13            | 3            | 218           | 54           |

### Đội tuyển quốc gia
Tính đến ngày 14 tháng 11 năm 2017
| Đội tuyển quốc gia | Năm       | Số lần ra sân | Số bàn thắng |
| ------------------ | --------- | ------------- | ------------ |
| Hà Lan             |           |               |              |
| 2012               | 1         | 0             |              |
| 2013               | 1         | 0             |              |
| 2016               | 4         | 0             |              |
| 2017               | 2         | 0             |              |
| Tổng cộng          | Tổng cộng | 8             | 0            |

## Danh hiệu

### Cá nhân
- Cầu thủ trẻ xuất sắc nhất năm của Hà Lan: 2012–13